# Ponte di San Juanico
Il ponte di San Juanico (in filippino Tulay ng San Juanico), è parte dell'autostrada di Maharlika e unisce le isole di Samar e Leyte attraversando lo stretto di San Juanico. È noto in inglese come San Juanico Bridge o Marcos Bridge.
Completato nel 1973 su progetto della Construction and Development Corporation of the Philippines, è il ponte più lungo delle Filippine con una lunghezza di 2,16 km.
Il ponte di San Juanico rimase parzialmente danneggiato dal passaggio del Tifone Haiyan nel 2013, ma fu in seguito riparato.

## Costruzione
La costruzione del ponte fu ordinata dal Presidente Ferdinand Marcos e iniziò nel 1969, con un costo di 21,9 milioni di dollari. La progettazione del ponte fu affidata alla Construction and Development Corporation of the Philippines (divenuta Philippine National Construction Corporation) e ad una squadra di ingegneri giapponesi.

## Curiosità
- Nel 1981 l'attore Dante Varona si tuffò nello stretto di San Juanico gettandosi dal ponte per una scena del film "Hari ng Stunt".

## Galleria d'immagini

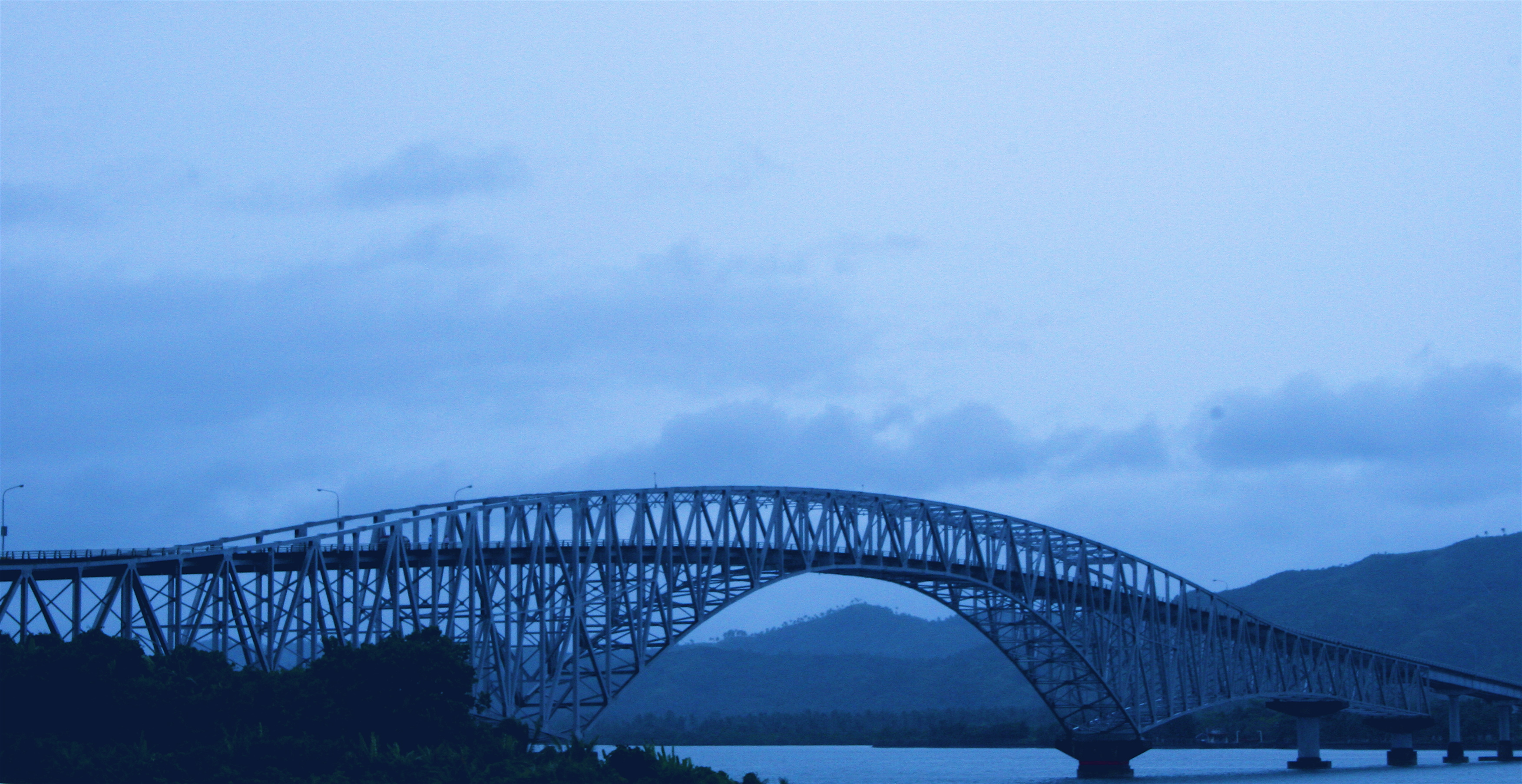
Il ponte di San Juanico
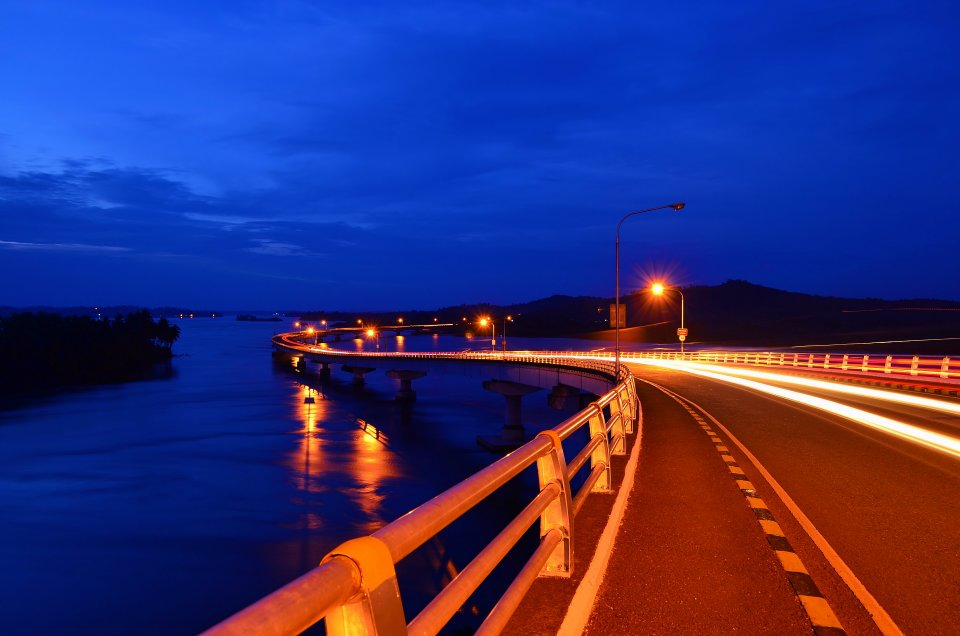
Vista notturna del ponte di San Juanico